# Scena Miniatura w Krakowie
Scena Miniatura – tzw. mała scena, znajdująca się przy budynku teatru im. Juliusza Słowackiego (na jego tyłach), przy placu św. Ducha 2 w Krakowie.
Funkcję swoją (obok głównej sceny teatru) pełni od 27 marca 1976 roku.

## Budynek Sceny Miniatura
Scena miniatura znajduje się w budynku dawnej elektrowni teatru (w tzw. Domu Machin), który po przebudowie zaadaptowano do nowych celów.
Elektrownia powstała w 1893 r. i była jedną z najwcześniejszych w mieście. Jej budynek zaprojektował ten sam architekt, który stworzył główny gmach teatru – Jan Zawiejski. Nieduża budowla ma charakter willi w stylu neorenesansowo-secesyjnym. Bryła miała ukryć znajdującą się w środku maszynownię, ukazując na zewnątrz estetyczne kształty z niewielkim kominem. Budynek początkowo zwany był potocznie Domem Machin, gdyż znajdująca się wewnątrz maszyneria była wówczas całkowitą nowością. Połączenie sztuki i techniki było ponadto uznawane za pretensjonalne i nietaktowne.
Na elementy techniczne elektrowni składały się silniki i prądnice. Zostały one wyprodukowane w Niemczech, a sprowadzone do Krakowa przez czeską firmę Františka Křizika, która później uruchomiła jeszcze dwie inne elektrownie na terenie miasta.
Elektrownia przestała funkcjonować w 1906 r. gdyż nowo powstała wówczas elektrownia miejska na Kazimierzu była w stanie zapewnić dostawy energii elektrycznej dla całego Krakowa.
Budynek elektrowni teatru miejskiego stanowi jeden z obiektów na trasie Krakowskiego Szlaku Techniki utworzonego 6 kwietnia 2006 r.